# Рік Карлайл
Річард Престон Карлайл (англ. Richard Preston Carlisle; нар. 27 жовтня 1959) — колишній американський професійний баскетболіст. Грав на позиції атакувального захисника. З 2021 року очолює тренерський штаб команди НБА «Індіана Пейсерз».

## Титули і досягнення
- Чемпіон НБА як гравець «Бостон Селтікс»: 1986.
- Чемпіон НБА як головний тренер «Даллас Маверікс»: 2011.